# Maršovická vrchovina

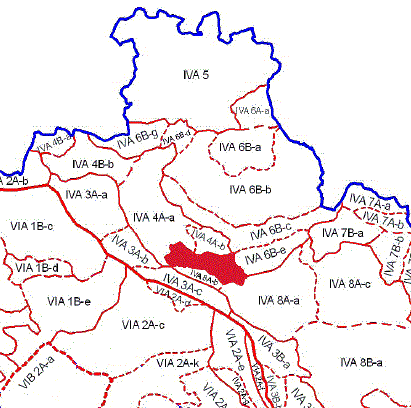
Poloha Maršovické vrchoviny (červená plocha)

Maršovická vrchovina je relativně úzký jihozápadní výběžek Jizerské hornatiny. Jedná se o členitou kernou až klenbovou vrchovinu, tvořenou převážně dvojslídovou žulou, případně porfyrickým granodioritem. Její denudační hřbety jsou málo přetvořené erozními pochody a vyznačují se zarovnanými povrchy plochých vrchů.
Maršovická vrchovina začíná na západě masivem Císařského kamene, který se zvedá nad východní částí Žitavské pánve, kterou tvoří Vratislavická kotlina a na severní straně Jablonecká kotlina. V této části Maršovické vrchoviny je nejvyšším vrcholem Císařský kámen (637 m n. m.). Od něj hřbet vrchoviny mírně klesá přes Hraničník (599 m n. m.) nad obcí Rádlo až k sedlu, do kterého z Rychnovské kotliny na jihu stoupá silnice I/65 do Jablonce nad Nisou. V těchto místech je Maršovická vrchovina nejužší.

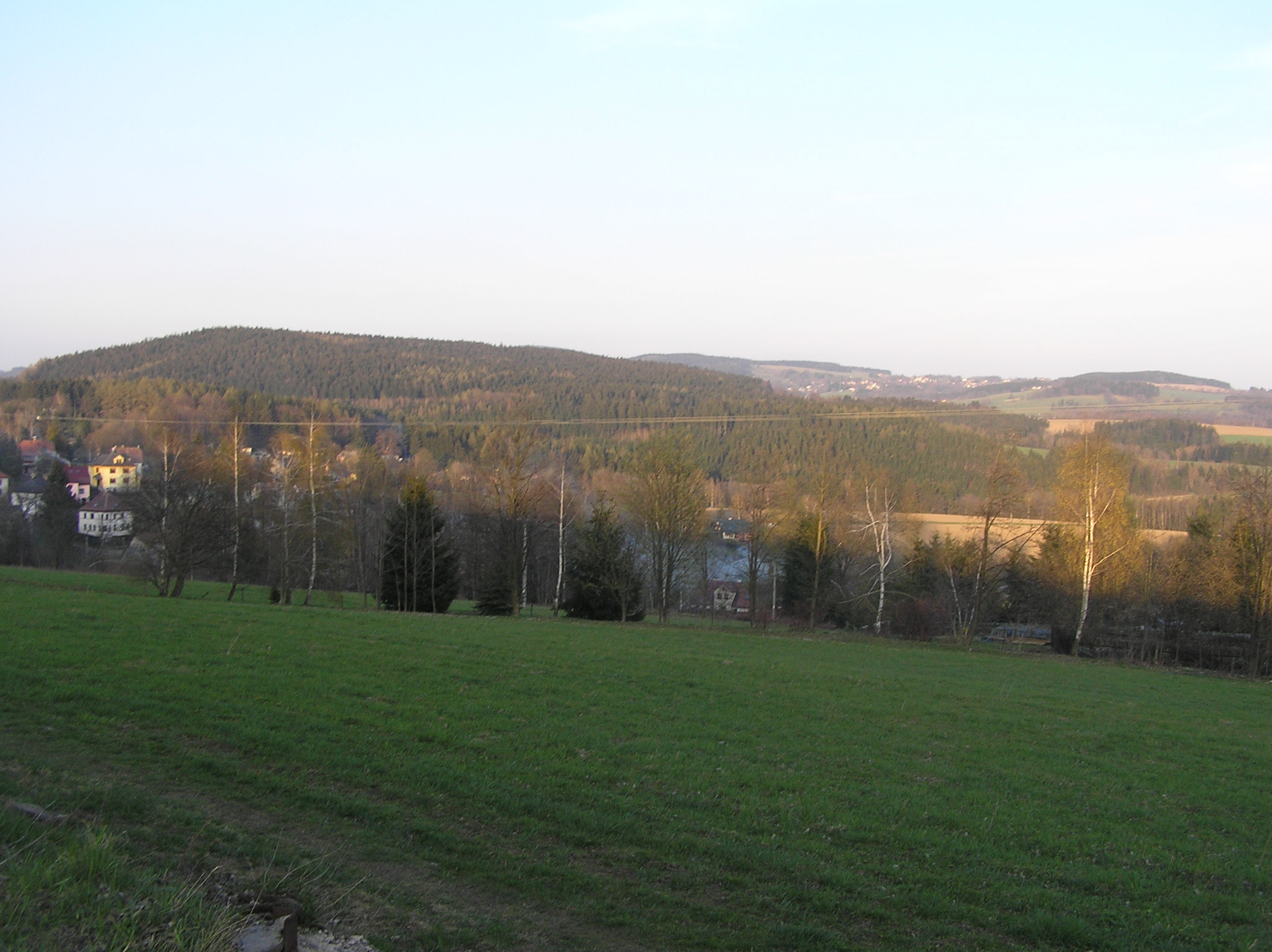
Východní část Maršovické vrchoviny. Zleva:Hradešín, Maršovický vrch, Dalešický vrch

Od silnice I/65 vrchovina pokračuje až k vrcholu Hradešína (630 m n. m.). Po hřebeni běží hlavní evropské rozvodí oddělující úmoří Severního a Baltského moře. Maršovická vrchovina se při postupu na východ rozšiřuje jižním směrem až po Dalešický vrch (676 m n. m.). Nejvyšším bodem vrchoviny je Maršovický vrch (743 m n. m.), jehož část je tvořena amfibolovým kontaktním rohovcem, který byl v neolitu těžen pro výrobu kamenných seker. Severovýchodní okraj Maršovické vrchoviny tvoří Bartlův vrch s velkým vodojemem pro Jablonec nad Nisou. 
Maršovická vrchovina přechází na východě v Černostudniční hřbet, jehož nejvyšším vrcholem je Černá studnice (872 m n. m.). 
| Geomorfologické členění Jizerských hor                                               | Geomorfologické členění Jizerských hor | Geomorfologické členění Jizerských hor                                                                                 |
| ------------------------------------------------------------------------------------ | -------------------------------------- | --- |
| ČESKÁ VYSOČINA • Krkonošsko-jesenická subprovincie • Krkonošská oblast               |                                        | |
| SMRČSKÁ HORNATINA                                                                    | Vysoký jizerský hřbet                  | Vlašský hřeben (Smrk, 1124 m)Libverdská vrchovina (Měděnec, 777 m)                                                     |
| JIZERSKÁ HORNATINA                                                                   | Smědavská hornatina                    | nečlení se (Jizera, 1122 m)                                                                                            |
| JIZERSKÁ HORNATINA                                                                   | Soušská hornatina                      | Střední jizerský hřeben (Věžní skály, 1018 m)Zámecký hřbet (Černý vrch, 1029 m)Milířská vrchovina (Milíře, 1002 m)     |
| JIZERSKÁ HORNATINA                                                                   | Polednická hornatina                   | Kristiánovská hornatina (Dlouhá seč, 967 m) Olivetská hornatina (Olivetská hora, 886 m)                                |
| JIZERSKÁ HORNATINA                                                                   | Bedřichovská vrchovina                 | Antonínovská vrchovina (Mariánská hora, 874 m) Rudolfovská vrchovina (Maliník, 827 m)                                  |
| JIZERSKÁ HORNATINA                                                                   | Tanvaldská vrchovina                   | Desenská vrchovina (Desenský hřeben, 908 m) Lučanská vrchovina (Špičák, 812 m) Loučenská vrchovina (Dračí vrch, 676 m) |
| JIZERSKÁ HORNATINA                                                                   | Oldřichovská vrchovina                 | nečlení se (Špičák, 724 m)                                                                                             |
| JIZERSKÁ HORNATINA                                                                   | Černostudnická hornatina               | Černostudnický hřbet (Černá studnice, 872 m) Příchovický hřbet (bezejmenný, 799 m)                                     |
| JIZERSKÁ HORNATINA                                                                   | Maršovická vrchovina                   | nečlení se (Maršovický vrch, 743 m)                                                                                    |
| JIZERSKÁ HORNATINA                                                                   | Albrechtická vrchovina                 | nečlení se (Kančí vrch, 680 m)                                                                                         |
| PROVINCIE • Subprovincie • Oblast / Celek / PODCELEK • Okrsek • Podokrsek • (vrchol) |                                        | |